# Erica Rossi
Pour les articles homonymes, voir Rossi.
Erica Rossi (née le 20 novembre 1955 à Bolzano) est une athlète italienne, spécialiste du 400 mètres. 

## Biographie
Lors des Championnats d'Europe en salle de 1984, Erica Rossi remporte la médaille d'argent sur 400 mètres derrière la Tchécoslovaque Taťána Kocembová.
Au niveau national, elle remporte le 400 mètres lors des championnats d'Italie à onze reprises, de 1976 à 1985, ainsi qu'en 1987. Elle s'impose également sur 800 mètres en 1985. En salle, elle s'impose sur 200 mètres en 1982 et 1983 ; et sur 400 mètres à six reprises : 1980 - 1981, 1984 - 1986 et 1988.

### Palmarès
| Date | Compétition                    | Lieu        | Résultat | Épreuve   | Performance   |
| ---- | ------------------------------ | ----------- | -------- | --------- | ------------- |
| 1983 | Jeux méditerranéens            | Casablanca  | 2e       | 400 m     | 53 s 83       |
| 1983 | Jeux méditerranéens            | Casablanca  | 1re      | 4 × 400 m | 3 min 33 s 63 |
| 1984 | Championnats d'Europe en salle | Göteborg    | 2e       | 400 m     | 52 s 37       |
| 1984 | Jeux olympiques                | Los Angeles | 6e       | 4 × 400 m | 3 min 30 s 82 |
| 1985 | Coupe du monde des nations     | Canberra    | 3e       | 4 × 400 m | 3 min 28 s 47 |
| 1987 | Jeux méditerranéens            | Lattaquié   | 2e       | 400 m     | 53 s 57       |
| 1987 | Jeux méditerranéens            | Lattaquié   | 1re      | 4 × 400 m | 3 min 32 s 14 |

### Records
| Épreuve    | Performance   | Lieu    | Date             |
| ---------- | ------------- | ------- | ---------------- |
| 400 mètres | 52 s 01       | Athènes | 7 septembre 1982 |
| 800 mètres | 2 min 04 s 53 | Rome    | 7 septembre 1985 |